# Aspersja

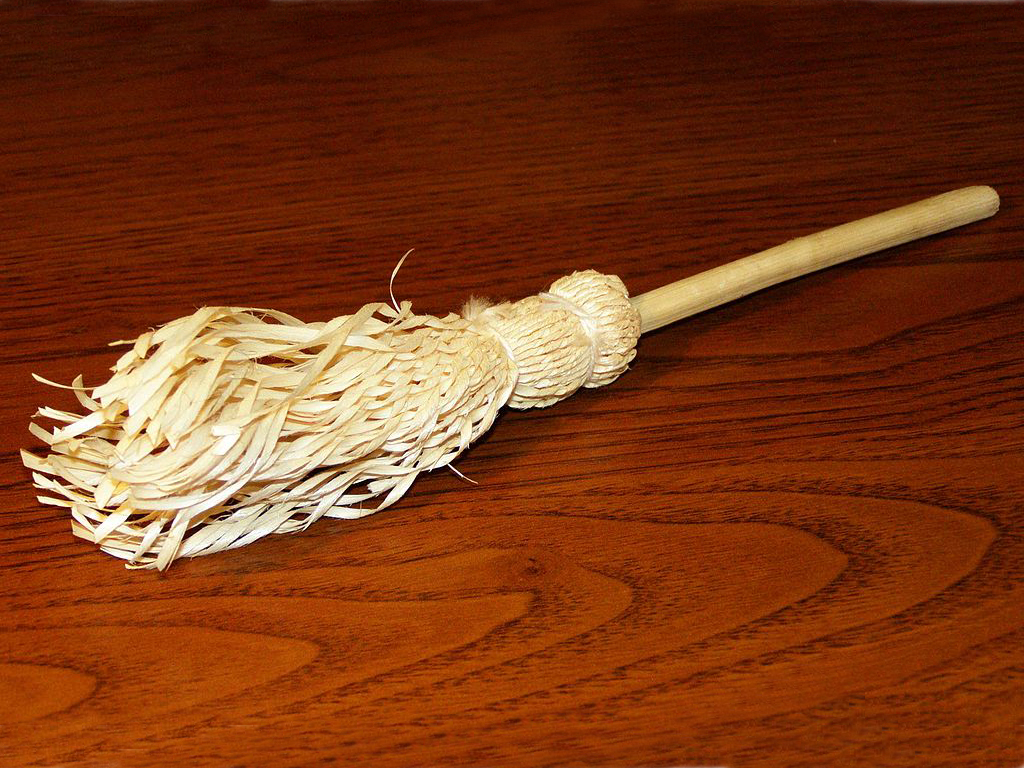
Kropidło

Aspersja (Asperges) (z łac. aspergere – pokropić) – w łacińskiej tradycji liturgicznej eucharystyczny akt pokuty  polegający na pokropieniu przez celebransa wodą święconą ludzi zgromadzonych na liturgii.
Akt ten jest bezpośrednim nawiązaniem do biblijnego Psalmu 51 (50), który jest psalmem pokutnym, zawierającym słowa:

Asperges me hyssopo, et mundabor
lavabis me, et super nivem dealbabor

co znaczy:

Pokrop mnie hizopem, a stanę się czysty
obmyj mnie, a nad śnieg wybieleję

Śpiew Psalmu 51 zwyczajowo powinien towarzyszyć pokropieniu pokutnemu, ale w okresie wielkanocnym zastępowany jest kantykiem Vidi aquam (Widziałem wodę) opartym na fragmencie Księgi Ezechiela.
Wbrew powszechnym opiniom nie należy aspersji, jako aktu pokuty mylić z sakramentaliami, którym towarzyszy również obrzęd pokropienia wodą. W ich bowiem przypadku znaczeniem staje się poświęcenie Bogu czegoś.